# Gerlev (Slagelse Kommune)
 For alternative betydninger, se Gerlev. (Se også artikler, som begynder med Gerlev)
Gerlev er en landsby i Gerlev Sogn på Vestsjælland. Byen ligger i Slagelse Kommune i Region Sjælland. 
I byen ligger Gerlev Kirke. Gerlev Idrætshøjskole ligger en halv kilometer vest for Gerlev by. Oldtidsmindet Gundslevhøj er en høj, der ligger til højre for vejen mellem Gerlev by og Seerdrup. Gundslevgård, Seerdrupvej 25 i Gerlev er opkaldt efter dette oldtidsminde. Gerlev by har to gadekær, der begge ligger centralt i landsbyen. Det ene gadekær ligger nord for Gerlev Kirke ved Falkensteenvej. Det andet gadekær ligger syd for kirken ved Gerlevvej. Ved Gerlevs bygrænse mod nord ligger bakkedraget Vejrbanke. Fra Vejrbanke er der ved vandværkshøjen på Falkensteenvej udsigt ud over området omkring Gerlev. Runes gård er en tidligere landejendom, der ligger nord for Gerlev Idrætshøjskole. Ejendommen med de 5,4 tønder land huser Gerlev Legepark. Legeparken blev åbnet for offentligheden i 1999. I bygningerne er der blandt andet indrettet cafe, undervisningslokaler og toiletter. Udenfor er der lavet pladser til forskellige lege og spil.  Den lokale idrætsforening, Hashøj Idrætsforening, tilbyder forskellige sportsgrene til børn og voksne. Idrætsforeningen har klubhus i Gerlev. Klubhuset ligger i tilknytning til Gerlev Idrætshøjskole, og idrætsforeningen benytter blandt andet hal, boldbaner og andre af højskolens faciliteter.

## Historie
Forstander på Gammel Bakkehus Marius Fritz Anton Damm, 1861 - 1922 er født i Gerlev. Han blev uddannet som lærer fra Jonstrup Seminarium nord for Ballerup i 1882. I 1888 blev han ansat ved åndssvageanstalten Gammel Bakkehus, Rahbeks Alle, Frederiksberg Kommune i København. Først som andenlærer og inspektør og fra 1915 som forstander til sin død i 1922. Han har udgivet flere bøger og artikler om specialundervisning og arbejdet for børn med funktionsnedsættelse. Han blev udnævnt til Ridder af Dannebro i 1917 
Politiker og minister Niels Ejlert Arnth-Jensen, 1883 - 1966, er født i Gerlev. På Gerlev kirkegård har De Danske Skytte-, Gymnastik- og Idrætsforeninger rejst en mindesten, hvor Niels Ejlert Arnth-Jensen huskes som “Ungdommens ven”. Niels Ejlert Arnth-Jensen var formand for De Danske Skytte-, Gymnastik- og Idrætsforeninger i næsten 30 år. Arnth-Jensen har været lærer ved den Gamle Skole, Gerlevvej 6 i Gerlev, og efter skolen blev nedlagt, købte han skolen og boede der til sin død i 1966.
Efter Arnth-Jensens død i 1966 købte journalist og chefredaktør Mogens Emil Pedersen Gerlev Gamle Skole, og boede der indtil han solgte huset i 1986.
Gerlev Centralskole, Skælskør Landevej 39, blev opført i 1938, arkitekt H. Steudel og J. Knudsen Pedersen. Skolen er i dag nedlagt, og bygningerne anvendes som gardinfabrik. Det var firmaet Pagunette Gardiner, der i 1973 købte den nedlagte skole af Hashøj Kommune og flyttede hele fabrikken fra den gamle margarinefabrik på Volden i Slagelse til Gerlev.
I 1940-erne var der 36 husstande indenfor bygrænsen, og der var både brugs, Gerlevvej 17 og købmandsforretning, Gerlevvej 23. Brugs og købmandsforening er i dag nedlagt. (Sonne 1990) I dag ligger nærmeste supermarked i Slots Bjergby knapt tre kilometer fra Gerlev by.
I Gerlev by er der i 1990, 10 gårde og 29 huse. De 39 husstande havde i 1990 i alt 67 voksne og børn. Slagelse Kommune har i 2019 optalt indbyggertallet i Gerlev by til 95 voksne og børn og antallet af boliger til 36.

## Bevaringsplan for Gerlev by
For at sikre landsbymiljøet i Gerlev har kommunen lavet en bevarende lokalplan for Gerlev by. Bevaringsplanen blev udarbejdet i samarbejde med beboerne i Gerlev og vedtaget af Hashøj Kommune i 1993. Ved kommunalreformen i 2007, hvor Hashøj Kommune blev en del af Slagelse Kommune, overtog Slagelse Kommune ejerskabet og ansvaret for at videreføre bevaringsplanens intentioner. Regionplan 1989 - 2000 har også udpeget Gerlev by som en af de særligt bevaringsværdige landsbyer. Bevaringsplanen omfatter både det enkelte hus og bevaring af helheden, blandt andet det slyngende gadeforløb og de større træer, alleer langs indkørsler til gårdene, værdifulde frugthaver, hegn og beplantninger som landsbyen er så rig på. Helt konkret er en række ejendomme, træer og beplantninger i landsbyen registreret som bevaringsværdige.
Ud over bevaringsplanen for Gerlev er der også udarbejdet en bevaringsvejledning. I denne vejledning er hver enkelt ejendom i Gerlev by beskrevet og fotograferet. Bevaringsvejledningen giver desuden en række generelle retningslinjer for fornyelse og ombygning.

## Trafikale forhold for cyklister og gående
I 2014 etablerede Slagelse Kommune gang- og cykelsti til Gerlevs naboby Slots Bjergby og i 2016 til nabobyen Lundforlund. Samtidig blev der i 2014 lavet en helt ny tunnel under hovedvejen, Skælskør Landevej. Tunnelen hedder Christoffer Tunnelen. Den er navngivet efter skoleeleven Christoffer, der som 10-årig i 2009 formulerede ønsket om en cykelsti, så han og kammeraterne selv kunne cykle sikkert mellem byerne og til idrætshøjskolen, uden at de skulle køre på den trafikerede hovedvej.

## Galleri
| - Gerlevvej i Gerlev Oktober 2016. - Gerlev Kirke Oktober 2016. |

## Gerlev Enge
Gerlev Enge er et landområde og en bebyggelse vest for Gerlev by. Området omfatter beboelsesejendomme og landbrug omkring Gerlev Engvej. For enden af Gerlev Engvej er der stiforbindelse for gående og cyklister over Vårby Å til landsbyen Hemmeshøj.

## Gerlev Østermark
Gerlev Østermark er landområdet og bebyggelsen omkring Skørpingevej øst for Gerlev by. Området omfatter landbrug og beboelsesejendomme mellem Gerlev by og Harrested Å.

## Styrterenden
Styrterenden er et vandløb syd for Gerlev by. Styrterenden løber mellem Vårby å ved landsbyen Hemmeshøj, sydvest for Gerlev og Seerdrup å, syd for Gerlev. Vandløbet er rørlagt under vejen Skælskør Landevej mellem Gerlev og Lundforlund og rørlagt under vejen Lundforlundvej mellem byerne Seerdrup og Lundforlund.